# Istopolno roditeljstvo
Istopolno roditeljstvo je jedan od oblika roditeljstva, koje nakon donošenja stava da homoseksualnost nije bolest, sve više postaje aktuelan oblik odgajanja dece, u specifičnijim uslovima od onih u heteroseksualnom roditeljstvu. Uprkos tome, da je istopolno roditeljstvo, bilo usvajanjem dece, ili angažovanjem surogat majki od strane istopolnih parova, sve češće, ova oblast je jedna od tema političkih rasprava i sukoba u zapadnim državama, koja se često žele proglasiti kao kulturni rat između konzervativnih i verskih i liberalnih društvenih grupa.

## Opšta razmatranja
Sve je počelo s kraja 20. veka kada je grupa istopolnih osoba želeći da koristi svoja građanska prava, kao i svi drugi građani, prvo počela da oblači svadbeno odelo ili venčanicu, i stupa u istopolne brakove. U takvim brakovima nametnula se i željaa za roditeljstvom kako bi se istopolne osobe osećale kompletnim ličnostima, koje nisu lišene dece.
Ova problematika ubrzo je zasnovana na Evropskoj konvenciji za zaštitu ljudskih prava i osnovnih sloboda, u kojoj je u članu 8 regulisano Pravo na poštovanje privatnog i porodičnog života...i starateljstva. U skladu sa tim pravima, danas se smatra krivično odgovornim odbijanje da se gej muškarcu, zbog njegove seksualne orijentacije, ne dozvoli starateljstvo nad detetom — jer predstavlja povredu očevog prava na privatni i porodični život iz člana 8., u konekciji sa članom 14. Evropske konvencije.
Koristeći se pravom iz navedene konvencije mnoge lezbijke, gejevi, biseksualne i transrodne osobe danas imaju decu. Prema popisu stanovništva u SAD, 2000. godine, 33% ženskih istopolnih domaćinstava i 22% muških su imala bar jedno dete mlađe od 18 godina koje je živelo sa njima. Godine 2005. u SAD-u je 270.313 dece živelo u istospolnim porodicama.
U skladu sa tim danas postoji mogućnosti i zakoni u mnogim zemljama sveta koje LGT osobama osiguravaju sva prava na tom polju, poput prava na nasledstvo i sličnih.
Tako je vremenom nastala i manipulacija zakonom jedne malobrojne, ali očito uticajne grupe, kada je reč o deci, u nastojanju da se homoseksualci prikažu kao odgovorne osobe, ali ipak svesne toga da njihova želja za roditeljstvom može uzrokovati da neko dete nikada u životu ne oseti majčinsku ljubav.
Iako Homoseksualaci moraju biti svestni da dete nije „lek” s kojim se leči homofobija, za njih je istospolni brak postao prvi korak, prema veštačkoj oplodnji za istospolne brakove lezbijksi i korišćenje surogat majki (žene koje nose zametak koji biološki i genetski nije njen) za gej brakove, kako se to danas radi npr. u Indiji.
I tako dok na jednoj strani Zemljine polulopte ljudi žele stvoriti čoveka prema svojim zahtevima, željama i kriterijumima, koristeći se ponekad i eugenetikom, na drugoj strani te iste Zemlje, ljudi nemaju osnovna sredstva za lečenje i očuvanje zdravlja i normalnog poroda. Nalazeći se u tom vrtlogu rizika života i smrti, protivnici istospolnog roditeljstva se pitaju: ima li primana surogat-majki to smisla?

## Kako LGBT osobe mogu postati roditelji?
Uobičajeni načini na koji LGBT osobe postaju roditelji su:
- usvajanje,
- donacija sperme,
- hraniteljska porodica.
- surogat majčinstvo,
- kada su majka ili otac iz istopolne veze prethodno bili u heteroseksualnoj vezi iz koje imaju dete.

Pored navedenih načina, mnoge LGBT osobe podižu decu u heteroseksualnim brakovima, u kojima često ni sami članovi porodice ne znaju da njihovi partneri/ice ili jedan od roditelja nisu heteroseksualni. Razlozi zbog kojih neki ljudi skrivaju svoju seksualnu orijentaciju unutar heteroseksualnih brakova mogu biti različiti: strah od diskriminacije, prava ljubav,
želje za potomstvom, razlog vezan s religijom.
Coming out pred članovima porodice može biti vrlo težak za neke od ovih ljudi u kojima se članovi njihovih porodica moraju suočiti kako s novim saznanjem, tako i sa stavovima protiv homoseksualizma..

## Neki od načina začeća
Reproduktivna asistencija je jedan od načini začeća, koja koristi neke od sledećih poznatih i mogućih tehnika:
- IVF (in vitro fertilization) – veštačka oplodnja koja je nastala bilo kojom tehnikom in vitro fertilizacije i nakon koje je u matericu prenesen dobijeni embriom ili nekoliko njih. Postupak: izoliraju se jajne ćelije; vrši se priprema sperme; oplodnja; kultura embriona; transfer embriona u uterus žene; zamrzavanje embriona.
- GIFT (Gamete Intra Fallopian Transfer) – inseminacija gameta ili embriona u jajovode
- ZIFT – prebacivanje zigote u jajovod
- PZD (partial zona dissection) – sastoji se u delomičnom otvaranju spoljašnjih ovojnice jajašca upotrebom mikropipeta da bi se omogućio prodor sperme
- MESA – hirurško vađenje sperme
- ICSI – (intra cytoplasmis sperm injection) – tehnika koja se sastoji u direktnom unošenju sperme u jajnu ćeliju spontano, zbog toga što je premalo sperme ili zbog nekog drugog funkcionalnog poremećaja
- ITI – unošenje semena supruga u jajovod
- Surogatno majčinstvo – žena koji nosi zametak koji biološki i genetski nije njen
- Zamrzavanje gameta – najčešće se zamrzavaju embriji koji nisu iskorišteni kod IVF-a, za višenamensku primenu

## Procene roditeljstva i posledice kod dece
Naučna istraživanja, koja za sada treba primiti s rezervom, zbog ograničenog (kratkog vremena trajanja) i često pod uticajem jakog LGBT lobija u SAD, pokazuju da su istospolni roditelji jednako spremni i sposobni za odgajaju dece kao i heteroseksualni roditelji.
Istraživanja su pokazala da ne postoji veza između seksualne orijentacije roditelja i mere emocionalne, psihološke prilagođenosti ili prilagođenosti u ponašanju, u stručnoj literaturi je naznačilo da je dobro stanje roditelja u financijskom, psihološkom i fizičkom smislu dodatno poboljšano brakom i da deca imaju koristi od toga da budu odgajana od strane roditelja koji su u zakonski priznatoj zajednici. Ali i tu se postavlja pitanje da li je materijalna strana na dobrobit presudna i za mentalno stanje dece
Američko udruženje psihologa, Američka udruženje psihologa i psihijatra, Nacionalno udruženje psihologa socijalnih radnika izjavljuju:
| „ | „Sposobnost gejskih i lezbijskih parova kao roditelja i pozitivni rezultati za njihovu decu nisu područja u kojima ima neslaganja među uvaženim naučnim istraživanjima. Izjave vodećih udruženja psihologa stručnjaka u ovom području pokazuju profesionalni konsenzus da se deca odgajana od strane lezbijskih i gejskih parova ne razlikuju ni u jednom značajnom pogledu od one koju podižu heteroseksualni roditelji. | ” |

Takođe jedno empirijsko istraživanje s imalo kredibiliteta ne govori protivno. U njemu
Profesorka Judith Stacey sa Državnog sveučilišta u New Yorku konstatuje:
| „ | Retko postoji toliko slaganja u bilo kojem području društvenih nauka kao što je u slučaju gej roditeljstva, što je razlog zašto su Američka akademija pedijatara i sve glavne profesionalne organizacije s ekpertize u području zdravlja deteta izdala saopštenje i rezolucije kojom podržavaju roditeljska prava lezbijki i gejeva. | ” |

Među organizacijama koje podržavaju roditeljska prava gejeva i lezbijki dominantn suone iz Severne Amike i Ujediwenog Kraqevstva: Američka psihijatrijsko udruženje, Nacionalno udruženje psihologa socijalnih radnika, Liga Amerike za dečje zdravlje, Američka advokatska komora, Severnoamerički savet za usvajanje dece, Američka akademija pedijatara, Američko udruženje psihoanalitičara, Američka akademija porodićn ih lekara, u SAD; Kraljevski koledž psihijatara u Ujedinjenom Kraljevstvu i Kanadsko udruženje psihologa
Američka udruženje psihologa podržavaju usvajanje dece i roditeljstvo od strane istospolnih parova, navodeći da društvene predrasude štete psihološkom zdravlju gejeva i lezbijki, ali da ne postoje empirijski dokazi da njihovo roditeljstvo može štetiti deci. Američka lekarska udruženja izdala su slično saopštenje, podržavajući usvajanje dece od strane istospolnih parova navodeći da, iako ima malo dokaza protiv LGBT roditeljstva, nedostatak formalnog priznavanja istospolnih parova može izazvati nejednakosti u zdravstvenoj nezi dece istospolnih roditelja.
Kanadsko udruženje psihologa izrazila je zabrinutost što neke osobe i institucije loše tumače rezultate psiholoških istraživanja kako bi podržali svoje pozicije, iako su njihove pozicije zasnovane na drugim sistemima verovanja i vrednovanja.
Diskusija na ovu temu se ponekad fokusira na pitanje da li će deca iz istospolnih porodica biti naklonjenija tome da imaju istospolna seksualna iskustva ili da se identifikuju kao gejevi i lezbijke. S druge strane, pa ako se to i desi, postavlja se pitanje da li je to uopšte relevantno, s obzirom na to da homoseksualnost nije bolest ili nedostatak i da se ne smatra štetnom, nepoželjnom i ne predviđa intervenciju ili mere prevencije profesije koja se bavi mentalnim zdravljem.
Nekoliko studija koje su upoređivale decu koja odrastaju uz dve majke i decu koja odrastaju uz majku i oca nisu našle vezu između istospolnog roditeljstva i verovatnoću da će se deca kasnije identifikovati kao gejevi/lezbijke. A da li je tako isto i kod dece koja odrastaju uz dva oca, nije sasvim dokazano kako će se ta deca kasnije identifikovati.

### Seksualna orijentacija dece
Jedan od argumenata protiv vapitavanja dece od strane istopolnih parova je pitanje da li će deca kopirati seksualnu orijentaciju svojih roditelja i da li će biti skloniji rodnoj disforiji od dece u heteroseksualnih roditelja?
Rezultati istraživanja sprovedenih na blizancima otkrivaju činjenicu da na formirajnje seksualne orijentacije zajedno sa određenim biološkim faktorima utiču i faktori životne sredine, mada po tom pitanju nema konsenzusa između stručnjaka o tome koji su to faktori.
Činjenica je da osobe koje se svesno identifikuju kao istopolne, rađaju heterosekualni roditelji. U izveštajima brojnih objavljenih naučnih studija koje su uporedjivale decu, koje su odgajale dve majke, s decom koje su rodile majka i otac, nije bilo korelacije između vrste roditelja i kasnijeg razvoja homoseksualne orijentacije.
I dok brojne studije tvrde da deca u istopolnim porodicama češće postaju homoseksualna nego heteroseksualaca, brojne druge studije tvrde da deca lezbijki pokazuju jednako visoku stopu društvene adaptacije i prilagodjavanja, kao i da je njihov sveukupni razvoj bolji od njihovih vršnjaka odraslih u heteroseksualnim brakovima..

### Mišljenje dece iz istospolne zajednice
Tek kada je prošlo neko vreme od njihovog detinjstva, sada već odrasle osobe u stanju su da razmišljaju o svojim iskustvima i mogu da prepoznaju eventualno nastale dugoročne posledice koje je istopolno roditeljstvo ostavilo na njih. Evo jednog takvog iskustva Heder Barvik u otvorenom pismu objavljenom u Federalistu:
| „ | Mnogi od nas, mnoga vaša deca su povređena. Odsustvo mog oca stvorilo je veliku rupu u meni, a svaki dan bez oca me je boleo. Volela sam maminu partnerku, ali još jedna mama nikada nije mogla da zameni oca koga sam izgubila. Odrasla sam okružena ženama koje su govorile kako im muškarci nisu potrebni i kako ih ne žele. Ipak, kao devojčica, ja sam očajnički želela svog tatu...Heder koja je još uvek vrlo bliska sa majkom, bila je oprezna u objašnjavanju i objasnila...da ne govori o tome kak gej ljudi ne mogu da budu dobri roditelji, ali ipak ona veruje da je najzdravije za dete da imaju i oca i majku i apeluje i na drugu decu gej roditelja da se slobodno izjasne po ovom pitanju. Mnogi od nas su previše uplašeni da progovore o svom bolu i patnji, jer izgleda kao da nas ljudi ne slušaju šta pričamo. Ako kažemo da smo povređeni jer smo odrasli uz dva istopolna roditelja, mi smo ili ignorisani ili označeni kao ljudi puni mržnje. | ” |

## Literatura
- BULATOVIĆ, R. (2008). "Lezbijska ljubavna bajka krunisana s dva para blizanaca", 24 sata, 31.jul, pp. 6.
- COMMISION OF EUROPEAN COMMUNITY (2008). Eurobarometer 296 – Discrimination in the European Union: Perceptions, Experiences and Attitudes (Brussels: Eurobarometer): http://ec.europa.eu/employment_social/fundamental_rights/pdf/pubst/stud/euro b08_en.pdf.
- d'Augelli, Anthony; Rendina, H. Jonathon; Sinclair, Katerina; Grossman, Arnold (2008). „Lesbian and Gay Youth's Aspirations for Marriage and Raising Children”. Journal of LGBT Issues in Counseling. 1 (4): 77—98. doi:10.1300/J462v01n04_06.
- KERR, Á. (2008). "Same-sex Legislation to Stop Short of Marriage", Irish Independent, June 25.
- PENELOPE, J. (ed.) (1994). Out of the Class Closet, Dykes of Poverty: Coming Home (Los Angeles: The Crossing Press).

## Spoljašnje veze
- Glasovi iz Crkve, ali i vlasti protiv Zakona o istopolnom partnerstvu u Srbiji - www.slobodnaevropa.org 4. januar 2021